# Coisas de Pássaros
Coisas de Pássaros (em inglês, For The Birds) é um filme de curta-metragem de animação produzido com computação gráfica pela Pixar Animation Studios em 2000. Esse curta também foi apresentado nos cinemas antes do filme Monstros S.A em Novembro de 2001. e foi exibido de novo com a versão 3D de Monstros S.A. em 2012. Esse curta está disponível no DVD de Monstros S.A e Pixar Shorts Films Collection - Volume 1.

## Sinopse
O curta se passa em cima de uma linha de transmissão e conta a história de um grupo de pássaros que se sentem incomodados com um pássaro de outra espécie, que quer juntar-se a eles. No final, os pequenos pássaros terão muito o que se arrepender por terem sido pouco receptivos.

## Premiações
| Oscar         | Foi o vencedor de 1 Oscar (Melhor Curta Animado, 2002) |
| Annie Award   | Foi o vencedor de 1 Annie Award.                       |
| Grammy Award  | Nenhum                                                 |
| Globo de Ouro | Nenhum                                                 |
| Outros        | Foi o vencedor de 4 prêmios.                           |